# ميغيل أنخيل غيريرو
ميغيل أنخيل غيريرو مارتين (بالإسبانية: Miguel Ángel Guerrero Martín)‏ (مواليد 12 يوليو 1990 - طليطلة ، إسبانيا) لاعب كرة قدم إسباني ، يجيد اللعب في مركز المهاجم الصريح ، ويلعب حاليًا لنادي ليغانيس الإسباني.

## روابط خارجية
- ميغيل أنخيل غيريرو على موقع الاتحاد الأوربي (الإنجليزية)
- ميغيل أنخيل غيريرو على موقع قاعدة بيانات كرة القدم.إي يو (الإنجليزية)
- ميغيل أنخيل غيريرو على موقع Soccerbase.com (لاعب) (الإنجليزية)
- ميغيل أنخيل غيريرو على موقع Soccerway.com (الإنجليزية)
- ميغيل أنخيل غيريرو على موقع AS.com (الإسبانية)